# Berghem (Svezia)
Berghem è un'area urbana della Svezia situata nel comune di Mark, contea di Västra Götaland.
La popolazione rilevata nel censimento 2010 era di 360 abitanti .